# 改组文化部
改组文化部，是指1965年4月，中共中央和国务院对于中华人民共和国文化部的改组，这也是文化大革命爆发前期事件之一。

## 背景
1962年9月，中国共产党第八届中央委员会第十次全体会议预备会议上，康生提出小说《刘志丹》有严重的政治问题，称：“现在的中心问题是，为什么在这个时候来宣传高岗？整个事件很清楚，就是习仲勋勾结刘景范、李建彤夫妇，授意他们炮制反党小说《刘志丹》，为高岗翻案。习仲勋是这一事件的挂帅人物，是反党大阴谋家、大野心家。”当时一些与会者也向习仲勋发动攻击，气氛一度非常紧张。习仲勋只好向周恩来请假：“我最好不再参加会议，让我好好想想问题，花点时间准备一下，检查我的错误。”
9月24日，中国共产党第八届中央委员会第十次全体会议上，毛泽东讲话时，康生递了一张条子，上面写着“利用小说进行反党活动，是一大发明”。毛泽东念了这张条子，接着他称：“凡是要推翻一个政权，总要先造成舆论，总要先做意识形态方面的工作。革命阶级是这样，反革命的阶级也是这样。”当天中共中央决定：习仲勋没有资格参加会议，国庆节也不上天安门。9月27日，中共八届十中全会正式通过决议，组成以康生任主任的“习仲勋专案审查委员会”，负责“全盘审查研究习仲勋反党集团的活动”。习仲勋等人因此被打倒。关心这部小说的创作或对其修改提出过意见的贾拓夫、刘景范等，被打成反党集团。
之后，文艺界开始按照全会的精神检查工作。1963年3月29日，中共中央批转文化部党组《关于停演“鬼戏”的请示报告》，决定停演“鬼戏”（出现有神鬼的作品）。5月，《文汇报》发表署名文章，公开点名批判了孟超的新编昆剧《李慧娘》和廖沫沙的文章《有鬼无害论》，认为是借“鬼”影射中国共产党。从此，其他报刊陆续开始了公开的点名批判。

## 经过
1963年11月，毛泽东在中央工作会议上批评文化部是“帝王将相部、才子佳人部、外国死人部”。同年12月12日，他又在给彭真、刘仁一个批示中说：“各种艺术形式——戏剧、曲艺、音乐、美术、舞蹈、电影、诗和文学等等，问题不少，人数很多。社会主义改造在许多部门中，至今收效甚微。许多部门至今还是‘死人’统治着。”“许多共产党人热心提倡封建主义和资本主义的艺术，却不热心提倡社会主义的艺术，岂非咄咄怪事？”
1964年6月27日，毛泽东对中共中央宣传部《关于中国文联和各协会整风情况的的报告（草案）》进行批示，称：“这些协会和他们所掌握的刊物的大多数（据说有少数几个好的），十五年来，基本上（不是一切人）不执行党的政策，做官当老爷，不去接近工农兵，不去反映社会主义的革命和建设。最近几年，竟然跌到了修正主义的边缘。如不认真改造，势必在将来的某一天，要变成像匈牙利裴多菲俱乐部那样的团体。”随后，中华人民共和国文化部及其所属各文艺单位，以及文艺界各协会，都根据这些批示进行了整风。1964年8月，文艺界成立了整风指挥部。
1965年4月7日，中共中央彻底改组了文化部党组，撤换了各协会领导，其中免去齐燕铭、夏衍、陈荒煤的文化部副部长等职位，中国作家协会党组书记邵荃麟、中国文学艺术界联合会副主席阳翰笙、中国戏剧家协会主席田汉受到批判。与此同时，一批戏剧、小说和电影受到批评，如《刘志丹》、《怒潮》、《李慧娘》、《谢瑶环》、《北国江南》、《早春二月》、《舞台姐妹》、《林家铺子》、《不夜城》、《兵临城下》、《抓壮丁》、《红日》、《逆风千里》等。
1965年5月，中共中央开始从南京军区、中共上海市委、各大院校调派干部人手。其中，南京军区第二政委肖望东被任命为文化部第一副部长、党组书记；中共上海市委书记处书记石西民为文化部第二副部长、党组副书记；中共湖北省委书记处书记赵辛初为副部长，主责电影；武汉军区政治部主任颜金生为副部长兼政治部主任。其他调入人员有：南京军区政治部秘书长赵长河任办公厅主任，舟嵊要塞区政治部副主任聂鸣九任政治部副主任，南京军区政治部宣传部部长刘宗卓任政策研究室主任；中共上海市委办公厅副主任常萍出任文化部办公厅副主任，金冲及调入文化部政策研究室。此外，各大院校分配学生进入文化部，包括陈福今等大学生。
此次改组中，茅盾因为是非中共人士，不承担政治责任，继续担任中华人民共和国文化部部长。林默涵、刘白羽、胡愈之、徐光霄、徐平羽、李琦留任文化部副部长等，文化部艺术局局长周巍峙、文化部电影局局长陈荒煤、圖博文物事業管理局局长陈翰博等也继续任职。但一些直属机构，如中国电影发行公司经理由南京军区司令部军训部副部长薛磊担任。

## 结果
改组后的文化部，加强文化系统的思想政治工作，并抓现代戏的创作、以及加强群众文化建设。但随着1966年《五一六通知》下达后，中央文革小组开始架空文化部；同年11月，红卫兵开始对文化部的领导逐个点名批判。1967年1月19日，造反派宣布夺取了文化部的领导权；同年3月，戚本禹到文化部宣布中央成立文艺组，由金敬迈负责文化部的工作（任文艺组组长），至此改组后的文化部名存实亡。1970年6月，中共中央决定撤销文化部，成立国务院文化组。1975年1月，第四届全国人民代表大会第一次会议决定恢复设置文化部。
中共十一届三中全会后，文化部党组织决定并报中共中央宣传部批准，公开为文化部平反。1979年2月发表决定指出，根本不存在什么“文艺黑线”，根本不存在所谓周扬、夏衍、田汉、阳翰笙为代表的所谓“黑线代表人物”问题。中共文化部党组宣布：凡是受到所谓“旧文化部”、“帝王将相部、才子佳人部、外国死人部”、“文艺黑线”这些大错案的牵连，受到打击、诬陷的人一律彻底平反，一切诬蔑不实之词统统推倒。